# 27 de março
27 de março é o 86.º dia do ano no calendário gregoriano (87.º em anos bissextos). Faltam 279 dias para acabar o ano.

## Eventos históricos

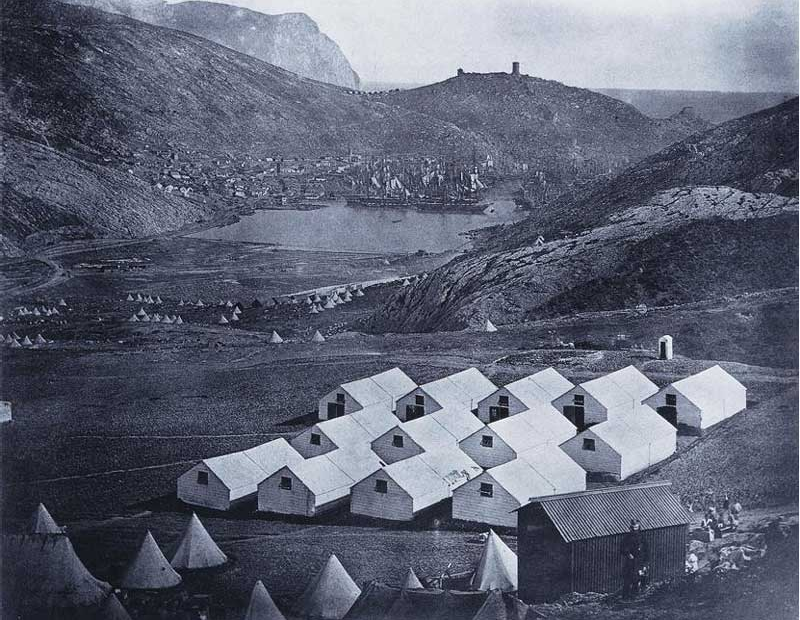
1854: Acampamento militar em Balaklava durante a Guerra da Crimeia

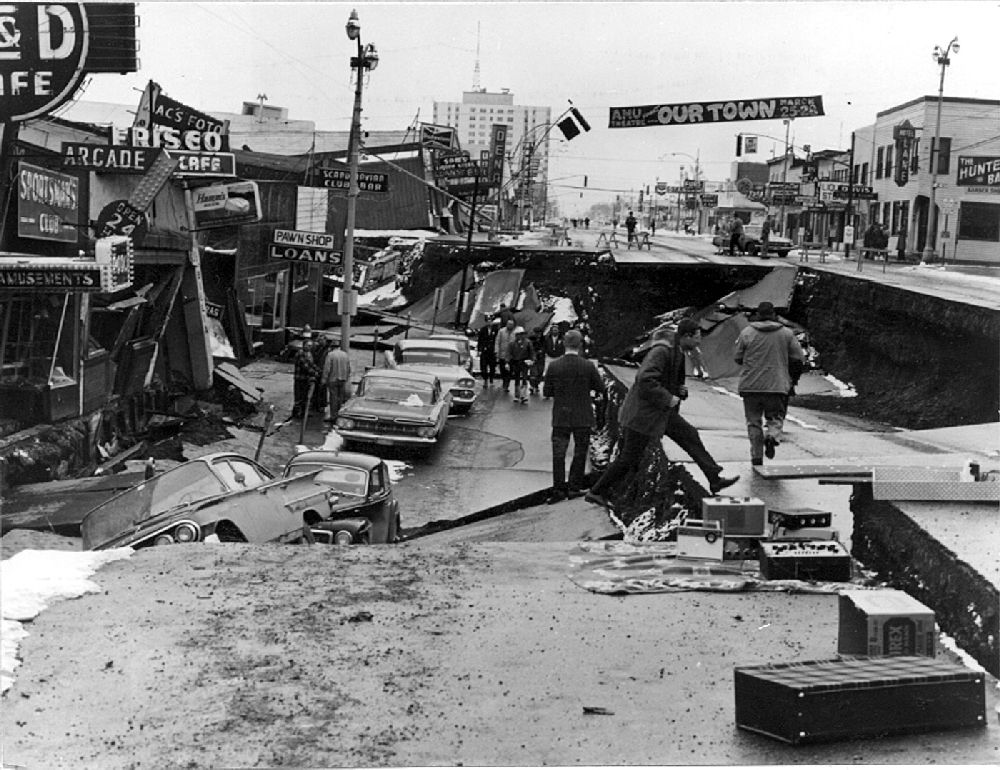
1964: Sismo do Alasca

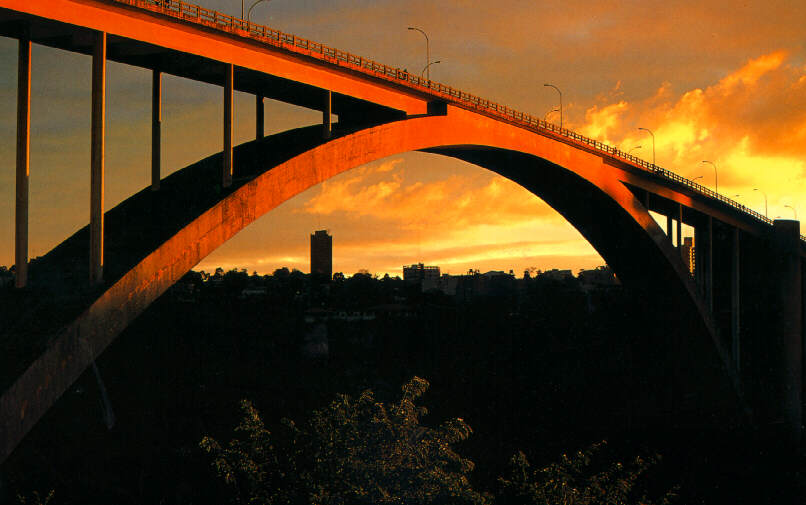
1965: Ponte Internacional da Amizade Brasil-Paraguai

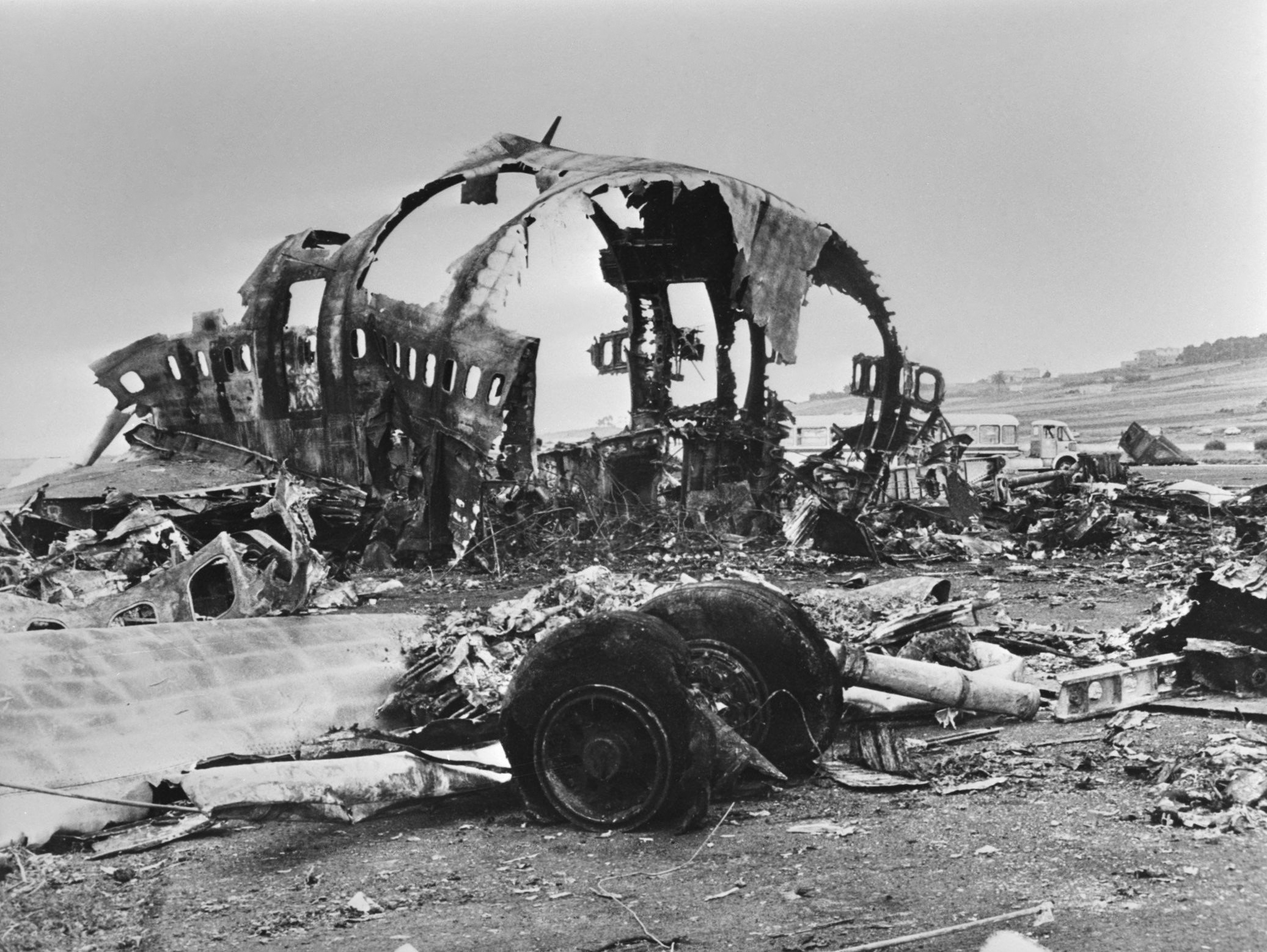
1977: Desastre aéreo de Tenerife

- 87 a.C. — O príncipe Fuling, mais tarde imperador Zhao da Dinastia Han da China, é nomeado sucessor e herdeiro do imperador Wu de Han. O imperador Wu morreria dois dias depois.
- 1309 — Papa Clemente V excomunga Veneza e toda a sua população.
- 1329 — Papa João XXII emite sua In Agro Dominico condenando alguns escritos do Mestre Eckhart como heréticos.
- 1513 — O explorador espanhol Juan Ponce de León chega ao extremo norte das Bahamas em sua primeira viagem para a Flórida. Ponte de León é famoso por um mito popular: o de que buscava a Fonte da Juventude.
- 1625 — Carlos I ascende ao trono da Inglaterra, Escócia e Irlanda e reivindica também o título de Rei da França.
- 1638 — O primeiro de quatro terremotos destrutivos na Calábria, Reino da Sicília, atinge o sul da Península Itálica. Medindo magnitude 6,8 e atribuído a uma intensidade Mercalli de XI, mata de 10 000 a 30 000 pessoas.[1]
- 1782 — Charles Watson-Wentworth, 2.º Marquês de Rockingham assume pela segunda vez o cargo de primeiro-ministro da Grã-Bretanha e logo então inicia as negociações com as províncias separatistas do Império Britânico que haviam fundado um estado ainda não reconhecido pelos britânicos que se chamaram de Estados Unidos da América, objetivando assim encerrar a Guerra de Independência que já durava 7 anos.[2]
- 1794
  - O Governo Federal dos Estados Unidos cria permanentemente a Marinha dos Estados Unidos e autoriza a construção de seis fragatas.
- 1800 — O Ato de União com o Reino da Grã-Bretanha é aprovado pelo Parlamento Irlandês. Surge então o Reino Unido da Grã-Bretanha e Irlanda.
- 1809 — Guerra Peninsular: uma força combinada franco-polonesa derrota os espanhóis na Batalha de Ciudad Real.[3]
- 1814 — Guerra de 1812: na região central do Alabama, as forças dos Estados Unidos sob o comando do general Andrew Jackson derrotam o povo creek.
- 1836 — Revolução do Texas: Massacre de Goliad: sob as ordens do general Antonio López de Santa Anna, o exército mexicano executa 342 prisioneiros de guerra texanos em Goliad, República do Texas (estado não reconhecido pelo México, que buscava evitar a sua secessão).
- 1845 — Guerra Grande: No Uruguai as forças blancas de Manuel Oribe derrotam o exército dos colorados de Fructuoso Rivera na batalha de India Muerta.
- 1854 — Guerra da Crimeia: O Reino Unido declara guerra à Rússia.
- 1881 — Distúrbios ocorrem em Basingstoke, em protesto contra a promoção vociferante diária da abstemia pelo Exército de Salvação.
- 1886 — O guerreiro apache, Gerônimo, rende-se ao Exército dos Estados Unidos, terminando a fase principal das Guerras Apache.
- 1899 — Emilio Aguinaldo lidera as forças filipinas pela única vez durante a Guerra Filipino-Americana na Batalha do Rio Marilao.[4]
- 1901 — Emilio Aguinaldo, líder da Primeira República Filipina, é capturado pelos estadunidenses.
- 1918 — O Conselho Nacional da Bessarábia proclama a união com o Reino da Romênia.
- 1933 — Torna-se efetiva a saída do Japão da Sociedade das Nações.
- 1938 — Segunda Guerra Sino-Japonesa: começa a Batalha de Taierzhuang, resultando várias semanas depois na primeira grande vitória chinesa da guerra sobre o Japão.[5]
- 1941 — Segunda Guerra Mundial: num golpe de Estado, oficiais da Força Aérea Iugoslava derrubam o governo pró-eixo.
- 1942 — O Holocausto: a Alemanha nazista e a França de Vichy iniciam a deportação de 65 000 judeus do campo de internamento de Drancy para os campos de extermínio alemães.[6]
- 1943 — Segunda Guerra Mundial: Batalha das Ilhas Komandorski: nas Ilhas Aleutas a batalha começa quando as forças da Marinha dos Estados Unidos interceptam os japoneses tentando reforçar uma guarnição em Kiska.
- 1945 — A Argentina concede o seu apoio formal à Ata de Chapultepec.
- 1958 — Nikita Khrushchev torna-se presidente do Conselho de Ministros da União Soviética.
- 1964 — O Sismo da Sexta-feira Santa, o mais poderoso já registrado na história dos Estados Unidos, com uma magnitude de 9,2 atinge o Centro-Sul do Alasca, matando 125 pessoas e causando enormes prejuízos para a cidade de Anchorage.
- 1965 — Inaugurada a Ponte Internacional da Amizade ligando a cidade de Foz do Iguaçu, Brasil e Ciudad del Este, Paraguai, passando sobre o rio Paraná.
- 1966 — A Taça Jules Rimet, que havia sido roubada em Londres, é encontrada enrolada em jornais por um senhor de nome David Corbette que passeava com seu cão numa praça do Sul da capital inglesa.
- 1973 — Marlon Brando recusa o Oscar de melhor ator no filme The Godfather por discordar do tratamento dado pelo cinema, televisão e pelo seu país aos índios Sioux.
- 1977 — Desastre aéreo de Tenerife: dois Boeing 747 colidem durante um nevoeiro na pista de Tenerife, nas Ilhas Canárias, Espanha, matando 583 pessoas.
- 1989 — É perdido o contato com a sonda espacial Phobos II, quando esta se aproximava da lua de Marte, Fobos, devido à falha atribuída a um mau funcionamento do computador de bordo.
- 1993 — Jiang Zemin é nomeado Presidente da República Popular da China.
- 1998 — Nos Estados Unidos o Food and Drug Administration (agência federal do Departamento de Saúde estadunidense) aprova o Viagra para o uso como um tratamento para a impotência masculina, a primeira pílula a ser aprovada com esta finalidade naquele país.
- 2013 — Encerrada em Durban, África do Sul, a quinta cúpula do BRICS.
- 2020 — Macedônia do Norte torna-se o 30.º membro da OTAN.
- 2022 — Durante a 94.ª edição do Oscar, o ator Will Smith dá um tapa no rosto do comediante Chris Rock depois que este fez uma piada sobre sua esposa, provocando indignação.

## Nascimentos

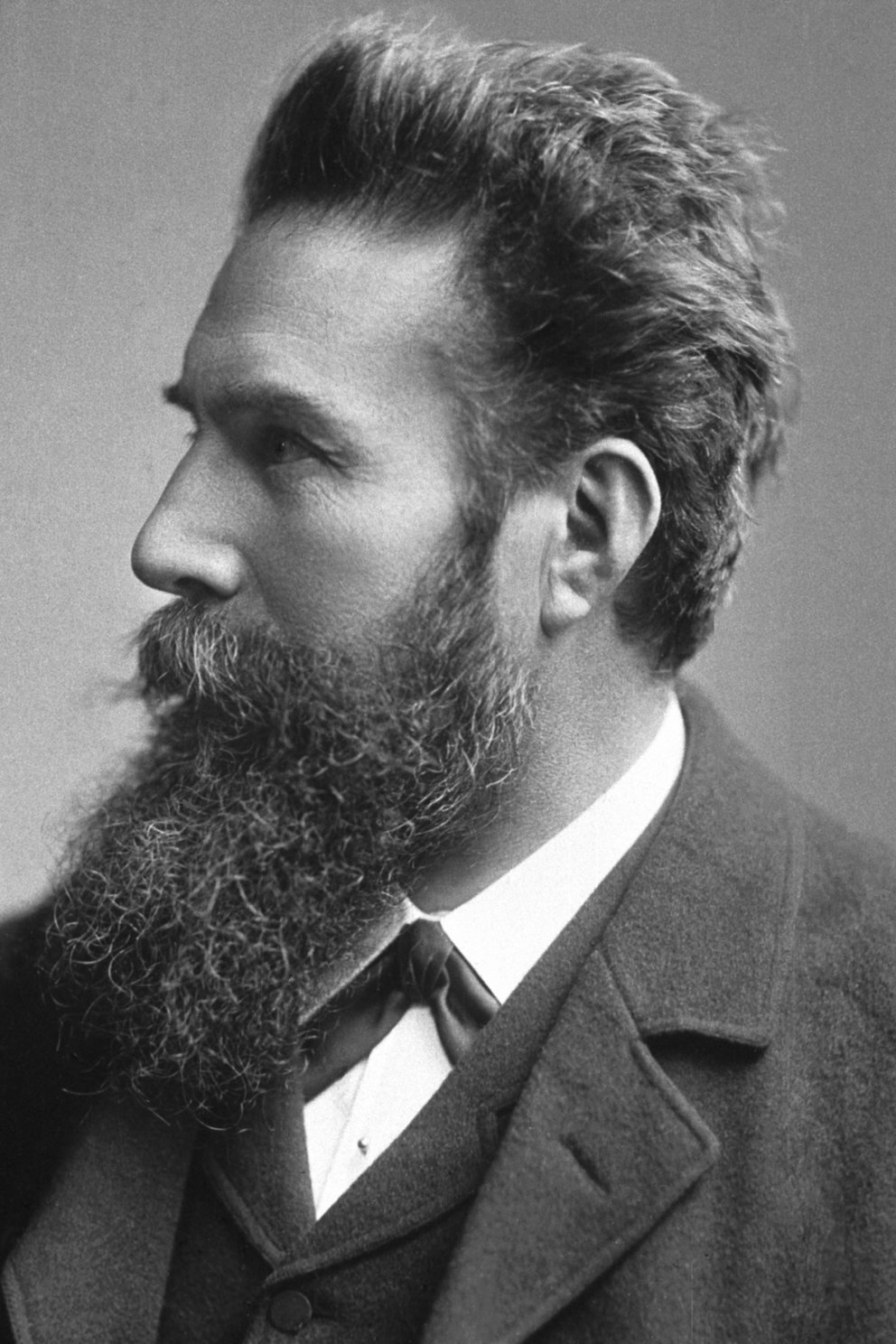
Wilhelm C. Röntgen

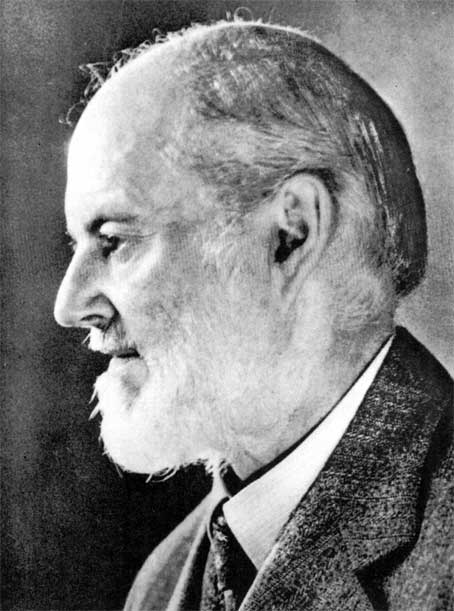
Henry Royce

Renato Russo

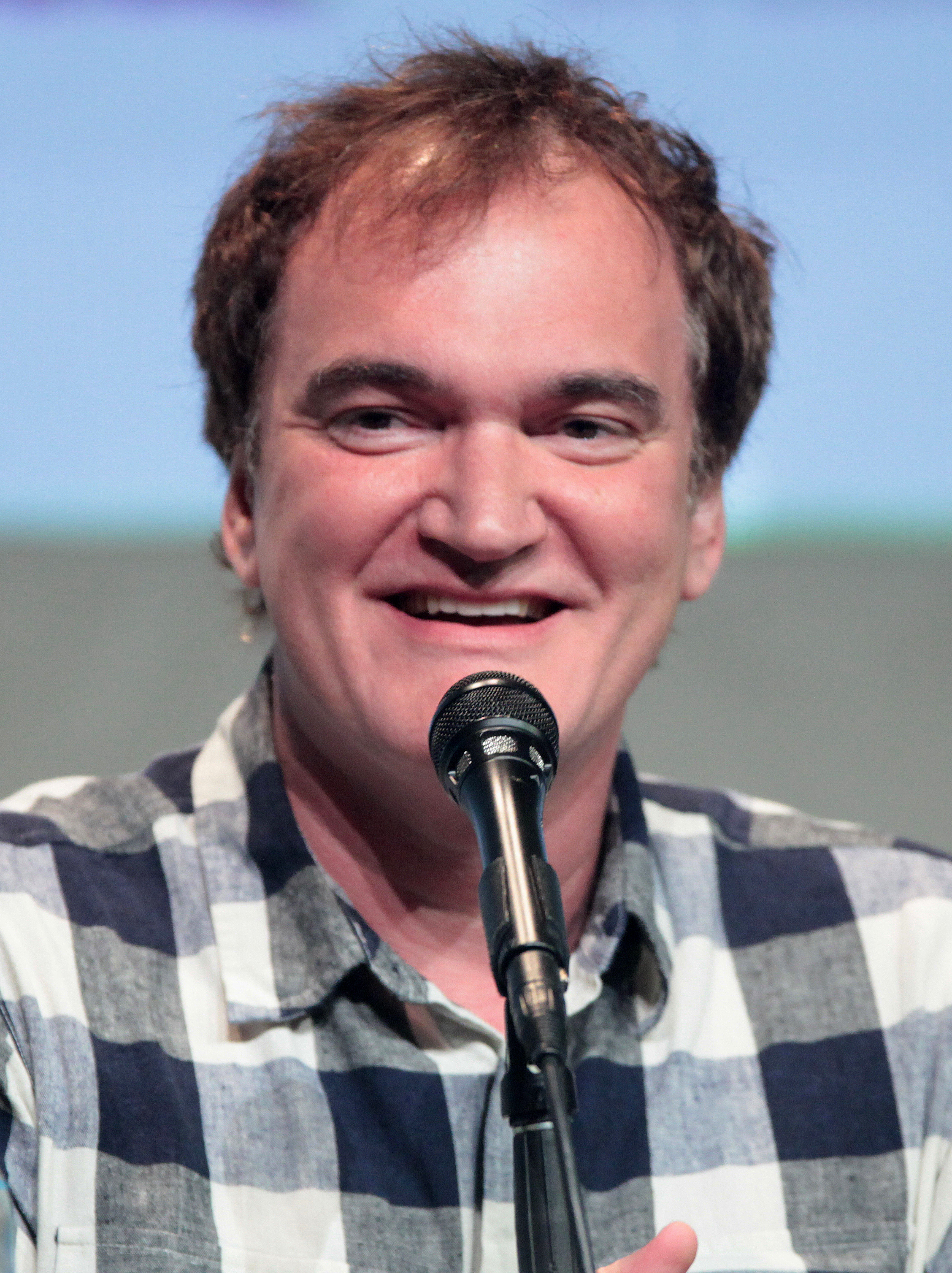
Quentin Tarantino

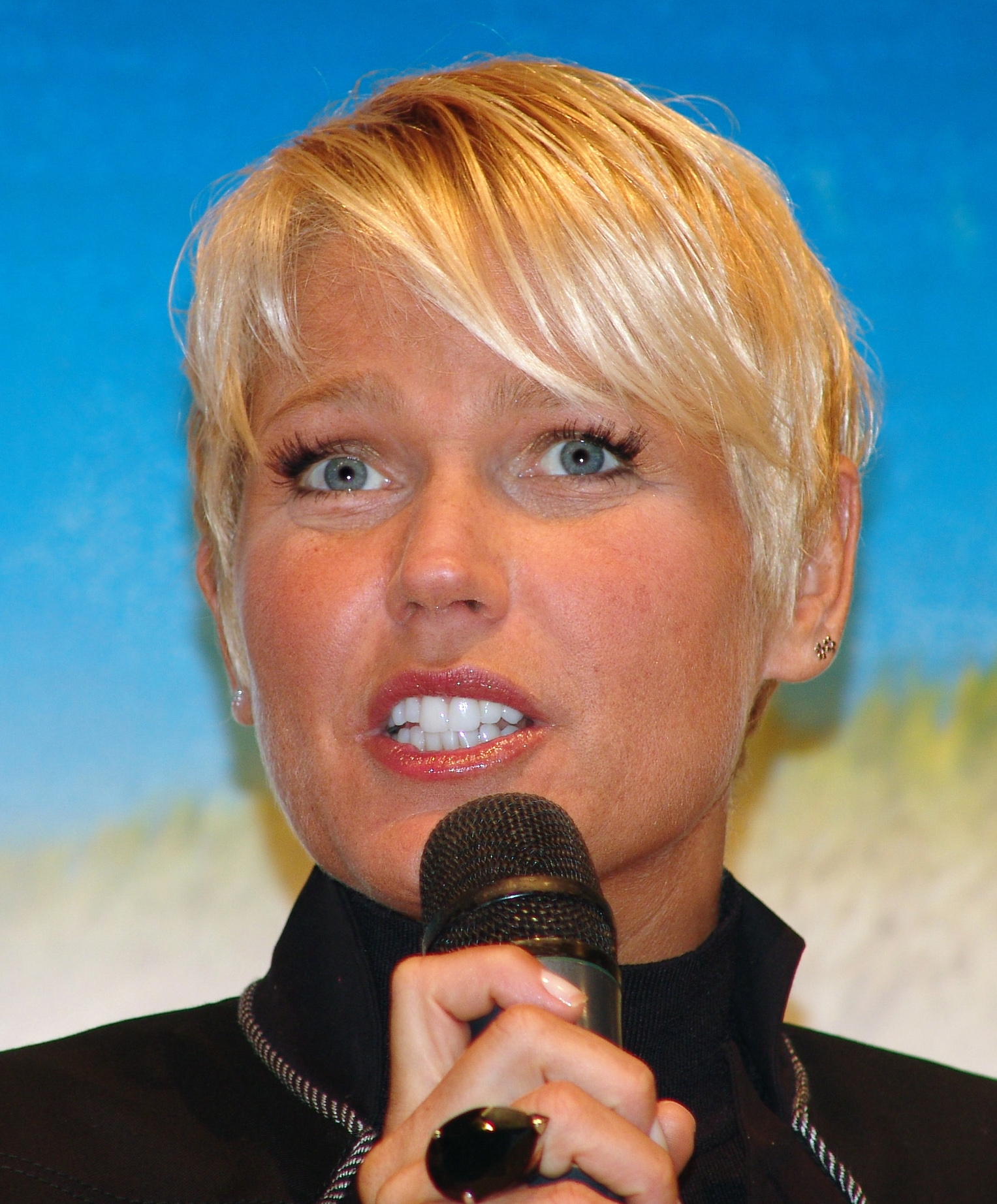
Xuxa

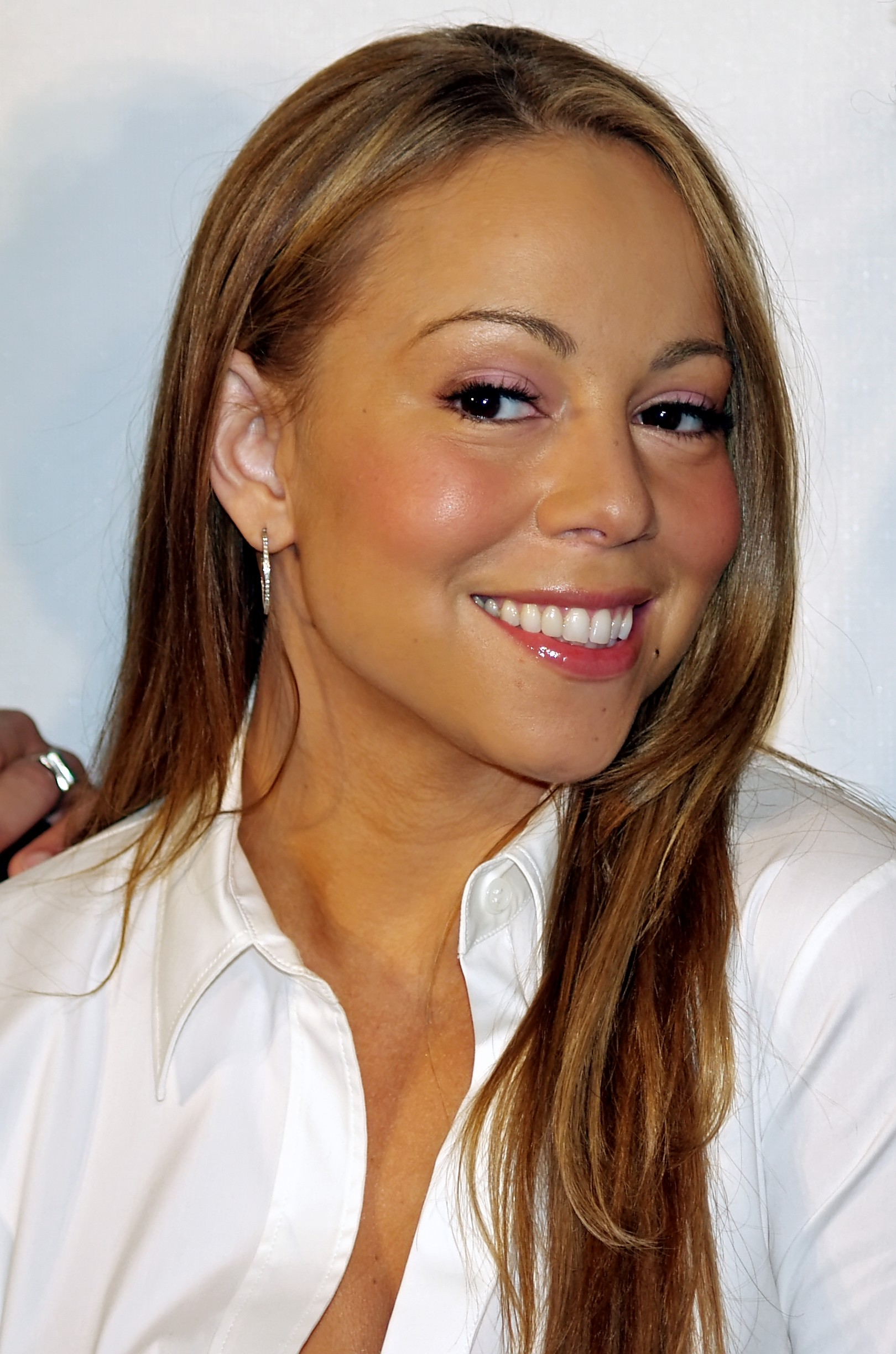
Mariah Carey

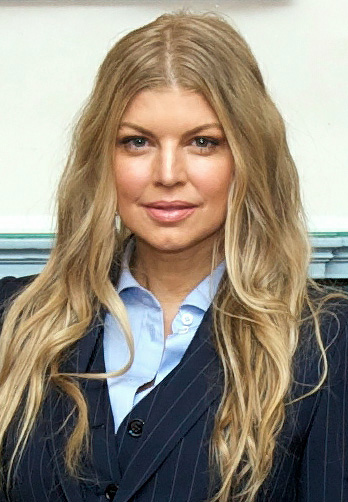
Fergie

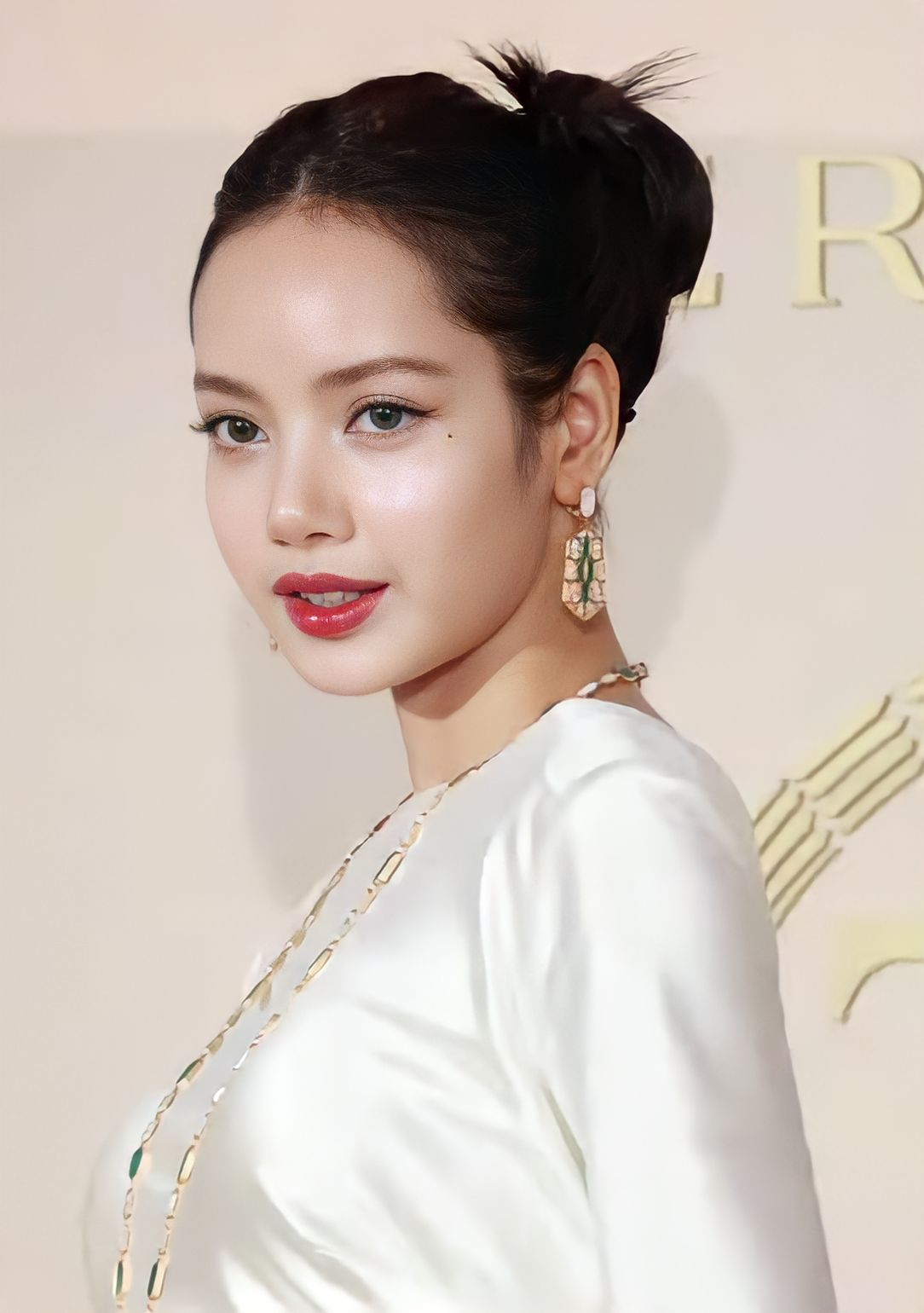
Lalisa Manoban

### Anteriores ao século XIX
- 0150 — Tibério Cláudio Candido, general e político romano (m. 205).
- 0283 — Lúcia de Siracusa (m. 304).
- 0972 — Roberto II de França (m. 1031).
- 1306 — Filipe III de Navarra (m. 1343).
- 1323 — Ana da Boêmia, Duquesa da Áustria (m. 1338).
- 1401 — Alberto III da Baviera (m. 1460).
- 1416 — Francisco de Paula, frade e santo italiano, fundador da Ordem dos Mínimos (m. 1507).
- 1492 — Adam Ries, matemático alemão (m. 1559).
- 1560 — Sebastião Rodrigues Soromenho, explorador português (m. 1602).
- 1702 — Johann Ernst Eberlin, organista e compositor alemão (m. 1762).
- 1705 — Matias Aires, filósofo e escritor brasileiro (m. 1763).
- 1724 — Jane Colden, botânica e escritora estado-unidense (m. 1766).
- 1745 — Lindley Murray, gramático anglo-americano (m. 1826).
- 1765 — Franz Xaver von Baader, filósofo e teólogo alemão (m. 1841).
- 1776 — Charles-François Brisseau de Mirbel, botânico e político francês (m. 1854).
- 1781 — Alexander Vostokov, filólogo e acadêmico estoniano-russo (m. 1864).
- 1784 — Kőrösi Csoma Sándor, filólogo, orientalista e escritor húngaro (m. 1842).
- 1785 — Luís XVII de França (m. 1795).
- 1797 — Alfred de Vigny, escritor, poeta e dramaturgo francês (m. 1863).

### Século XIX
- 1809 — Georges-Eugène Haussmann, engenheiro, planejador urbano e político francês (m. 1891).
- 1810 — Adolf Glaßbrenner, comediante e satírico alemão (m. 1876).
- 1811 — Baptista de Andrade, oficial português (m. 1902).
- 1813 — Nathaniel Currier, litógrafo estado-unidense (m. 1888).
- 1814 — Charles Mackay, jornalista, antologista e escritor britânico (m. 1889).
- 1817 — Karl Wilhelm von Nägeli, biólogo suíço (m. 1891).
- 1822 — Henri Murger, romancista e poeta francês (m. 1861).
- 1836 — Pedro Correia da Silva, editor, jornalista e político português (m. 1893).
- 1839 — John Ballance, jornalista e político irlando-neozelandês (m. 1893).
- 1843 — George Frederick Leycester Marshall, coronel e entomólogo britânico (m. 1934).
- 1844 — Adolphus Washington Greely, general e explorador americano (m. 1935).
- 1845 — Wilhelm Conrad Röntgen, físico e acadêmico alemão, ganhador do Prêmio Nobel (m. 1923).
- 1847 — Otto Wallach, químico e acadêmico alemão, ganhador do Prêmio Nobel (m. 1931).
- 1849 — Carlo Dossi, escritor italiano (m. 1910).
- 1851 — Vincent d'Indy, compositor e educador francês (m. 1931).
- 1852 — Anna Antoinette Weber-van Bosse, botânica neerlandesa (m. 1942).
- 1854 — Giovanni Battista Grassi, zoólogo italiano (m. 1925).
- 1857 — Karl Pearson, matemático, eugenista e acadêmico britânico (m. 1936).
- 1863 — Henry Royce, engenheiro e empresário britânico (m. 1933).
- 1865 — Eugene Botkin, médico russo (m. 1918).
- 1869 — James McNeill, político irlandês (m. 1938).
- 1871 — Heinrich Mann, escritor e poeta alemão (m. 1950).
- 1875 — Albert Marquet, pintor francês (m. 1947).
- 1877 — Oscar Grégoire, jogador de pólo aquático e nadador belga (m. 1947).
- 1878 — Miller Huggins, jogador e empresário de beisebol americano (m. 1929).
- 1879
  - Sándor Garbai, político húngaro (m. 1947).
  - Edward Steichen, pintor e fotógrafo luxemburguês-americano (m. 1973).
- 1880 — Henrique Rupp Júnior, político brasileiro (m. 1959).
- 1882 — Edgar Facó, militar brasileiro (m. 1972).
- 1883 — Marie Under, escritora e poetisa estoniana (m. 1980).
- 1885 — Julio Lozano Díaz, contador e político hondurenho (m. 1957).
- 1886
  - Ludwig Mies van der Rohe, arquiteto teuto-americano (m. 1969).
  - Serguei Kirov, político russo (m. 1934).
  - Vladimir Burliuk, pintor e ilustrador ucraniano (m. 1917).
- 1889
  - Yakup Kadri Karaosmanoğlu, jornalista, escritor e político egípcio-turco (m. 1974).
  - Leonard Mociulschi, general romeno (m. 1979).
- 1893
  - Karl Mannheim, sociólogo e acadêmico húngaro-britânico (m. 1947).
  - George Beranger, ator e diretor australiano-americano (m. 1973).
- 1894 — René Paul Fonck, coronel e aviador francês (m. 1953).
- 1895 — Erich Abraham, militar alemão (m. 1971).
- 1897
  - Douglas Hartree, matemático e físico britânico (m. 1958).
  - Piolin, palhaço brasileiro (m. 1973).
- 1898 — Heitor Barcelos Collet, político brasileiro (m. 1974).
- 1899
  - Gloria Swanson, atriz e produtora estado-unidense (m. 1983).
  - Francis Ponge, poeta e escritor francês (m. 1988).

### Século XX

#### 1901–1950
- 1901
  - Carl Barks, ilustrador e roteirista estado-unidense (m. 2000).
  - Eisaku Satō, político japonês (m. 1975).
  - Enrique Santos Discépolo, escritor, compositor, ator e dramaturgo argentino (m. 1951).
- 1902
  - Sidney Buchman, roteirista e produtor americano (m. 1975).
  - Charles Lang, cineasta americano (m. 1998).
- 1903 — Xavier Villaurrutia, poeta e dramaturgo mexicano (m. 1950).
- 1905
  - Leroy Carr, cantor, compositor e pianista estado-unidense (m. 1935).
  - Rudolf-Christoph Freiherr von Gersdorff, general alemão (m. 1980).
- 1909
  - Golo Mann, historiador e escritor alemão (m. 1994).
  - Ben Webster, saxofonista estado-unidense (m. 1973).
- 1910
  - Manfred Bukofzer, humanista e musicólogo alemão (m. 1955).
  - Rudi Ball, jogador de hóquei no gelo alemão (m. 1975).
- 1912 — James Callaghan, tenente e político britânico (m. 2005).
- 1914
  - Richard Denning, ator norte-americano (m. 1998).
  - Budd Schulberg, escritor, roteirista e produtor americano (m. 2009).
- 1917 — Cyrus Vance, advogado e político americano (m. 2002).
- 1919 — Luís Rafael Mayer, magistrado brasileiro (m. 2013).
- 1920 — Richard Hayman, músico e maestro britânico (m. 2014).
- 1921
  - Moacir Barbosa Nascimento, futebolista e treinador de futebol brasileiro (m. 2000).
  - Ernesto Giesbrecht, químico brasileiro (m. 1996).
- 1922
  - Dick King-Smith, escritor britânico (m. 2011).
  - Pelópidas Soares, poeta e político brasileiro (m. 2007).
- 1923 — Shusaku Endō, escritor japonês (m. 1996).
- 1924
  - Sarah Vaughan, cantora estado-unidense (m. 1990).
  - Margaret Butler, matemática e programadora de computador americana (m. 2013).
- 1926 — Frank O'Hara, escritor americano (m. 1966).
- 1927
  - Mstislav Rostropovich, violoncelista e maestro russo (m. 2007).
  - François Furet, historiador francês (m. 1997).
  - João Targino de Araujo, médico e professor brasileiro (m. 2017).
- 1928 — Jean Dotto, ciclista francês (m. 2000).
- 1929 — Anne Ramsey, atriz americana (m. 1988).
- 1931 — David Janssen, ator e roteirista estado-unidense (m. 1980).
- 1932
  - Roberto Farias, cineasta brasileiro (m. 2018).
  - Bernardo Cabral, político brasileiro.
  - Agustín Rodríguez Sahagún, político e empresário espanhol (m. 1991).
- 1934 — István Csurka, jornalista, escritor e político húngaro (m. 2012).
- 1935 — Julian Glover, ator britânico.
- 1937
  - Alan Hawkshaw, tecladista e compositor britânico (m. 2021).
  - Affonso Romano de Sant'Anna, escritor e poeta brasileiro (m. 2025).
- 1939 — Cale Yarborough, automobilista e empresário americano (m. 2023).
- 1940
  - Sandro Munari, ex-automobilista italiano.
  - Czesław Stanula, religioso polonês (m. 2020).
- 1941 — Ivan Gašparovič, advogado e político eslovaco.
- 1942
  - John Sulston, biólogo e acadêmico britânico, ganhador do Prêmio Nobel (m. 2018).
  - Michael Jackson, escritor e jornalista britânico (m. 2007).
  - Michael York, ator britânico.
- 1943 — Francisco Mendes de Melo, político brasileiro.
- 1944 — Enrique Barón, economista e político espanhol.
- 1945
  - Arlindo Porto, político brasileiro.
  - Liddy Holloway, atriz neozelandesa (m. 2004).
- 1947
  - Aad de Mos, ex-treinador de futebl neerlandês.
  - Saleh Kebzabo, político e jornalista chadiano.
- 1948 — Manuel Veiga, linguista português.
- 1949 — Leonel Rugama, poeta nicaraguense (m. 1970).
- 1950 — Maria Ewing, cantora lírica estado-unidense (m. 2022).

#### 1951–2000
- 1951
  - Carlos Afonso Nobre, cientista brasileiro.
  - Chris Stewart, músico e escritor britânico.
  - Andrzej Markowiak, político polonês.
  - Anna Sobecka, política polonesa.
  - Carlinhos Vergueiro, cantor, compositor e produtor musical brasileiro.
  - Nigel Cawthorne, escritor britânico.
  - Terry Pegula, empresário norte-americano.
- 1952
  - Maria Schneider, atriz francesa (m. 2011).
  - Erwin Fuchsbichler, ex-futebolista austríaco.
- 1953
  - Annemarie Pröll, ex-esquiadora austríaca.
  - Herman Ponsteen, ex-ciclista neerlandês.
  - Gabriele Gatti, política samarinesa.
- 1955
  - Susan Neiman, filósofa e escritora americano-alemã.
  - Edgar Duvivier, músico e escultor brasileiro.
  - Mariano Rajoy, advogado e político espanhol.
- 1957 — Stephen Dillane, ator britânico.
- 1958
  - Viriato Teles, jornalista e escritor português.
  - Adrian Rawlins, ator britânico.
  - Parker Johnstone, ex-automobilista estado-unidense.
- 1959
  - José Nery Azevedo, político brasileiro.
  - Maria Pasło-Wiśniewska, política polonesa.
  - Sergey Gotsmanov, ex-futebolista bielorrusso.
- 1960
  - Renato Russo, cantor, compositor e guitarrista brasileiro (m. 1996).
  - Hans Pflügler, ex-futebolista alemão.
- 1961
  - Miguel Angelo Laporta Nicolelis, médico e cientista brasileiro.
  - Tony Rominger, ex-ciclista suíço.
  - Alice de Carli, atriz brasileira.
  - Tak Matsumoto, guitarrista japonês.
- 1962 — Jann Arden, cantora e compositora canadense.
- 1963
  - Quentin Tarantino, diretor, produtor, roteirista e ator estado-unidense.
  - Xuxa, atriz, cantora, empresária e apresentadora de televisão brasileira.
  - Randall Cunningham, ex-jogador, treinador de futebol e pastor americano.
  - Dave Koz, músico estado-unidense.
  - Gary Stevens, ex-futebolista e fisioterapeuta anglo-australiano.
- 1964
  - Glenn Carter, ator e cantor britânico.
  - Kad Merad, ator francês.
- 1965 — Gregor Foitek, ex-automobilista suíço.
- 1966 — Ramiro Castillo, futebolista boliviano (m. 1997).
- 1967 — Talisa Soto, atriz estado-unidense.
- 1968
  - Sandra Hess, atriz e modelo suíça.
  - Ma Wenge, mesa-tenista chinês.
- 1969
  - Mariah Carey, cantora, compositora, produtora e atriz estado-unidense
  - Wojciech Saługa, político polonês.
  - Pauley Perrette, atriz estado-unidense.
  - Gianluigi Lentini, ex-futebolista e treinador de futebol italiano.
- 1970 — Elizabeth Mitchell, atriz estado-unidense.
- 1971
  - David Coulthard, ex-automobilista e comentarista esportivo britânico.
  - Nathan Fillion, ator canadense.
- 1972
  - Jimmy Floyd Hasselbaink, ex-futebolista e treinador de futebol neerlandês.
  - Charlie Haas, wrestler estado-unidense.
  - Andrey Novosadov, ex-futebolista russo.
  - Pedro Tochas, comediante português.
- 1973
  - Pablo Pozo, árbitro de futebol chileno.
  - Rui Jorge, ex-futebolista e treinador de futebol português.
  - Jan Plestenjak, cantor esloveno.
  - Sergio Gioino, ex-futebolista argentino.
- 1974
  - Marek Citko, ex-futebolista e treinador de futebol polonês.
  - Gaizka Mendieta, ex-futebolista espanhol.
  - George Koumantarakis, ex-futebolista greco-sul-africano.
  - Fernando Diniz, ex-futebolista e treinador de futebol brasileiro.
- 1975 • Fergie, cantora estado-unidense.
- 1976
  - Adrian Anca, ex-futebolista romeno.
  - Djamel Belmadi, ex-futebolista e treinador de futebol argelino.
- 1977 • Vítor Meira, automobilista brasileiro.
- 1979 • Denis Golovanov, ex-tenista russo.
- 1980
  - Gianpaolo Bellini, ex-futebolista italiano.
  - Douglas Gonzaga Leite, ex-futebolista e treinador de futebol brasileiro.
  - Basil Shaaban, automobilista libanês.
- 1981
  - Cacau, ex-futebolista teuto-brasileiro.
  - Alexandre Negri, ex-futebolista brasileiro.
  - Quim Gutiérrez, ator espanhol.
- 1982 • Fredy Bareiro, ex-futebolista paraguaio.
- 1983
  - Vasily Koshechkin, jogador russo de hóquei no gelo.
  - Irineu, ex-futebolista brasileiro.
  - João Vicente de Castro, ator, comediante e escritor brasileiro.
  - Érica Reis, jornalista brasileira.
  - Cristiano Tiririca, ex-futebolista brasileiro.
  - Igor Picușceac, ex-futebolista e treinador de futebol moldávio.
- 1984
  - Ben Franks, ex-jogador de rúgbi australiano.
  - Brett Holman, ex-futebolista australiano.
- 1985
  - Danny Vukovic, futebolista australiano.
  - Luis Bolaños, futebolista equatoriano.
  - Martín Sío, lutador de taekwondo argentino.
  - Stijn De Smet, ex-futebolista belga.
  - Caroline Winberg, modelo e atriz sueca.
  - Paul Meijer, automobilista neerlandês.
  - Alison Carroll, ginasta e modelo britânica.
- 1986
  - Manuel Neuer, futebolista alemão.
  - Pedro Solberg, jogador de vôlei de praia brasileiro.
  - Emiliano D'Avila, ator brasileiro.
- 1987
  - Buster Posey, jogador de beisebol americano.
  - Jefferson Bernárdez, futebolista hondurenho.
  - José Fernando Viana de Santana, futebolista brasileiro.
  - Alexander Weckström, futebolista finlandês.
  - Pedro Correia, ex-futebolista português.
- 1988
  - Holly Grainger, atriz britânica.
  - Claudemir, futebolista brasileiro.
  - Brenda Song, atriz estado-unidense.
  - Atsuto Uchida, ex-futebolista japonês.
  - Mauro Goicoechea, futebolista uruguaio.
  - Rodriguinho, ex-futebolista brasileiro.
  - Jessie J, cantora e compositora britânica.
- 1990
  - Erdin Demir, futebolista sueco-turco.
  - Nicolas Nkoulou, futebolista camaronês.
  - Luca Zuffi, futebolista suíço.
  - Facundo Píriz, futebolista uruguaio.
  - Kimbra, cantora neozelandesa.
  - Amir Abrashi, futebolista albanês.
  - Leandro Chichizola, futebolista argentino.
  - Joselu, futebolista espanhol.
- 1991
  - Jesse-Juho Kuusisto, futebolista finlandês.
  - London on da Track, rapper e produtor musical norte-americano.
- 1992
  - Marc Muniesa, futebolista espanhol.
  - Pedro Obiang, futebolista guinéu-equatoriano.
  - Arthur De Greef, ex-tenista belga.
- 1993 — Gonzalo Escalante, futebolista argentino.
- 1994
  - Hernani Azevedo Junior, futebolista brasileiro.
  - Bryan Constant, futebolista francês.
- 1995
  - Bill Tuiloma, futebolista neozelandês.
  - Vinícius Tanque, futebolista brasileiro.
- 1997
  - Lisa, rapper, cantora e dançarina tailandesa.
  - Murilo Cerqueira, futebolista brasileiro.
  - Lalela Mswane, modelo e rainha da beleza sul-africana.
- 1998
  - Geyse Ferreira, futebolista brasileira.
  - Haji Wright, futebolista norte-americano.
- 1999 — Marquinhos Cipriano, futebolista brasileiro.
- 2000
  - Pelayo Sánchez, ciclista espanhol.
  - Sophie Nélisse, atriz canadense.
  - Halle Bailey, atriz e cantora estadunidense.

### Século XXI
- 2002 — Daria Snigur, tenista ucraniana.

## Mortes

### Anteriores ao século XIX
- 0710 — Ruperto de Salzburgo, bispo e santo austríaco (n. 660).
- 0853 — Haimo de Halberstadt, bispo e escritor alemão (n. 778).
- 0965 — Arnulfo I da Flandres (n. 890).
- 0973 — Hermano I da Saxônia (n. 900).
- 1184 — Jorge III da Geórgia (n. ?)
- 1378 — Papa Gregório XI (n. 1336).
- 1462 — Basílio II de Moscou (n. 1415).
- 1482 — Maria, Duquesa da Borgonha, nobre italiana (n. 1457).
- 1546 — Leonor de Castro Melo e Menezes, nobre portuguesa. (n. 1512).
- 1598 — Théodore de Bry, gravador, ourives e editor belga-alemão (n. 1528).
- 1615 — Margarida de Valois, nobre francesa (n. 1553).
- 1625 — Jaime VI da Escócia e I da Inglaterra (n. 1566).
- 1679 — Abraham Mignon, pintor neerlandês (n. 1640).
- 1714 — Carlota Amália de Hesse-Cassel, rainha-consorte da Dinamarca (n. 1650).
- 1729 — Leopoldo, Duque de Lorena (n. 1679).
- 1757 — Johann Stamitz, compositor e violinista tcheco (n. 1717).
- 1770 — Giovanni Battista Tiepolo, pintor italiano (n. 1696).

### Século XIX
- 1827 — Domingas Manuel de Noronha, nobre portuguesa (n. 1753).
- 1833 — Henrique Teixeira de Sampaio, político português (n. 1774).
- 1837 — Maria Anne Fitzherbert, nobre britânica (n. 1756).
- 1848 — Gabriel Bibron, zoólogo e herpetologista francês (n. 1805).
- 1850 — Wilhelm Beer, astrônomo e banqueiro prussiano (n. 1797).
- 1853 — José Pereira Sarmento, político brasileiro (n. 1787).
- 1864 — Jean-Jacques Ampère, filólogo e acadêmico francês (n. 1800).
- 1866 — José Inácio da Silveira, militar brasileiro (n. ?).
- 1867 — João José de Oliveira Junqueira, político brasileiro (n. 1800).
- 1875 — Juan Crisóstomo Torrico, militar e político peruano (n. 1808).
- 1877 — José Manuel da Silva, político brasileiro (n. 1793).
- 1878 — George Gilbert Scott, arquiteto britânico (n. 1811).
- 1879 — Waldemar da Prússia (n. 1868).
- 1880
  - Nils Johan Andersson, botânico sueco (n. 1821).
  - Francis Alexander, pintor norte-americano (n. 1800).
- 1881 — Bento Martins de Meneses, militar brasileiro (n. 1818).
- 1882 — Jørgen Moe, folclorista, bispo e escritor norueguês (n. 1813).
- 1883 — Philipp Christoph Zeller, entomólogo alemão (n. 1808).
- 1890 — Carl Jacob Löwig, químico e acadêmico alemão (n. 1803).
- 1895 — Maturin Murray Ballou, escritor e editor americano (n. 1820).
- 1898
  - Francisca de Bragança, princesa do Brasil (n. 1824).
  - Syed Ahmed Khan, filósofo e ativista indiano (n. 1817).

### Século XX
- 1908 — Arístides Martínez, militar e político chileno (n. 1847).
- 1910 — Alexander Emanuel Agassiz, ictiologista, zoólogo e engenheiro suíço-americano (n. 1835).
- 1912 — Tibor von Földváry, patinador artístico húngaro (n. 1863).
- 1916 — Artur Orlando da Silva, político, jurista e ensaísta brasileiro (n. 1858).
- 1918
  - Henry Brooks Adams, jornalista, historiador e escritor estado-unidense (n. 1838).
  - Martin Sheridan, atleta irlandês-americano (n. 1881).
- 1919 — George William Butler, pastor presbiteriano, médico e missionário estadunidense (n. 1854).
- 1923 — James Dewar, químico e físico britânico (n. 1842).
- 1925 — Carl Neumann, matemático e acadêmico alemão (n. 1832).
- 1926 — Georges Vézina, jogador canadense de hóquei no gelo (n. 1887).
- 1927
  - Joe Start, jogador e empresário de beisebol americano (n. 1842).
  - Klaus Berntsen, político dinamarquês (n. 1844).
- 1931 — Arnold Bennett, escritor e dramaturgo britânico (n. 1867).
- 1938 — Wilhelm Stern, psicólogo e filósofo teuto-americano (n. 1871).
- 1942 — Julio González, escultor e pintor espanhol (n. 1876).
- 1945 — Vincent Hugo Bendix, engenheiro e empresário americano (n. 1881).
- 1949 — Gregory Mathews, ornitólogo australiano (n. 1876).
- 1951 — César Garin, ciclista francês (n. 1879).
- 1952 — Kiichiro Toyoda, empresário japonês (n. 1894).
- 1955 — Joaquim José Silveira Júnior, político brasileiro (n. 1870).
- 1960 — Gregorio Marañón, médico, filósofo e escritor espanhol (n. 1887).
- 1967 — Jaroslav Heyrovský, químico e acadêmico tcheco, ganhador do Prêmio Nobel (n. 1890).
- 1968
  - Iuri Gagarin, coronel, aviador e astronauta russo (n. 1934).
  - Vladimir Seryogin, militar e aviador russo (n. 1922).
- 1969 — Mário Emílio de Morais Sacramento, político português (n. 1930).
- 1972
  - Lorenzo Wright, atleta americano (n. 1926).
  - Maurits Cornelis Escher, artista neerlandês (n. 1898).
- 1973 — Mikhail Kalatozov, diretor, roteirista e cinegrafista russo-georgiano (n. 1903).
- 1974 — Eduardo Santos Montejo, jornalista, advogado e político colombiano (n. 1888).
- 1975 — Arthur Bliss, maestro e compositor britânico (n. 1891).
- 1977
  - Diana Hyland, atriz estado-unidense (n. 1936).
  - Juan Marinello Vidaurreta, político e escritor cubano (n. 1898).
  - Francisco Matarazzo Júnior, empresário brasileiro (n. 1900).
- 1981 — Jakob Ackeret, engenheiro e acadêmico suíço (n. 1898).
- 1987 — Bruno Kiefer, músico brasileiro (n. 1923).
- 1988
  - Gordon Merrick, escritor estado-unidense (n. 1916).
  - Renato Salvatori, ator italiano (n. 1934).
- 1989 — Claudio Santoro, compositor e maestro brasileiro (n. 1919).
- 1992 — James Webb, coronel e político americano(n. 1906).
- 1995 — Felipe Carone, ator brasileiro (n. 1920).
- 1998
  - David McClelland, psicólogo e acadêmico americano (n. 1917).
  - Ferry Porsche, empresário austríaco (n. 1909).
- 2000 — Ian Dury, cantor, compositor e ator britânico (n. 1942).

### Século XXI
- 2002
  - Milton Berle, ator e comediante estado-unidense (n. 1908).
  - Dudley Moore, ator britânico (n. 1935).
  - Billy Wilder, diretor de cinema estado-unidense (n. 1906).
- 2004 — Robert Merle, escritor francês (n. 1908).
- 2006
  - Stanisław Lem, escritor ucraniano-polonês (n. 1921).
  - Rudolph Vrba, farmacólogo eslovaco (n. 1924).
  - Ruari McLean, tipógrafo e escritor britânico (n. 1917).
- 2007
  - Nancy M. Adams, botânica e ilustradora neozelandesa (n. 1926).
  - Charlotte Winters, veterana de guerra estado-unidense (n. 1897).
  - Ransom A. Myers, biólogo canadense (n. 1952).
  - Hans Hedberg, escultor sueco (n. 1917).
  - Joe Sentieri, cantor italiano (n. 1925).
  - Faustino Oramas, trovador cubano (n. 1911).
  - Paul Christian Lauterbur, químico e acadêmico americano, ganhador do Prêmio Nobel (n. 1929).
- 2008 — Jean-Marie Balestre, empresário francês (n. 1921).
- 2009 — Moacyr de Góes, escritor e político brasileiro (n. 1930).
- 2010 — Dick Giordano, ilustrador americano (n. 1932).
- 2011
  - Clement Arrindell, juiz e político nevisiano (n. 1931).
  - Farley Granger, ator americano (n. 1925).
- 2012
  - Adrienne Rich, poetisa, ensaísta e feminista americana (n. 1929).
  - Ademilde Fonseca, cantora brasileira (n. 1921).
  - Millôr Fernandes, desenhista, humorista e dramaturgo brasileiro (n. 1923).
- 2013
  - Hjalmar Andersen, patinador de velocidade norueguês (n. 1923).
  - Fay Kanin, roteirista e produtora americana (n. 1917).
- 2014
  - Richard Nelson Frye, estudioso e acadêmico americano (n. 1920).
  - James R. Schlesinger, economista e político americano (n. 1929).
  - Gina Pellón, pintora cubana (n. 1926).
- 2018 — Stéphane Audran, atriz francesa (n. 1932).
- 2020 — Daniel Azulay, artista plástico e escritor brasileiro (n. 1947).

## Feriados e eventos cíclicos
- Dia Mundial do Teatro

### Angola
- Dia da Vitória

### Cabo Verde
- Dia da mulher cabo-verdiana

### Portugal
- Dia Nacional do Doador de Sangue

### Brasil
- Dia do Circo
- Aniversário do município de Caldas, Minas Gerais
- Aniversário do município de Mairiporã, São Paulo
- Aniversário do município de Presidente Epitácio, São Paulo
- Aniversário do município de União da Vitória, Paraná

### Cristianismo
- Augusta de Serravalle
- Francesco Faà di Bruno
- João do Egito
- Ruperto de Salzburgo

### Mitologia grega
- Festival de Atena, deusa da sabedoria e da poesia

## Outros calendários
- No calendário romano era o 6.º dia (VI) antes das calendas de abril.
- No calendário litúrgico tem a letra dominical B para o dia da semana.
- No calendário gregoriano a epacta do dia é iv.